# Drużbice
Drużbice – wieś w Polsce położona w województwie łódzkim, w powiecie bełchatowskim, w gminie Drużbice.
W 1943 Niemcy wprowadzili nazwę okupacyjną Druschfeld.
W Drużbicach znajduje się Szkoła Podstawowa im. Tadeusza Kościuszki. Nieopodal ceglany budynek, w którym szkoła mieściła się w okresie międzywojennym.
W latach 1954–1961 wieś należała do gromady Gręboszew, po przeniesieniu siedziby i zmianie nazwy gromady należała i była siedzibą władz gromady Drużbice. Od reformy w 1973 r. wieś należy i jest siedzibą gminy Drużbice. W latach 1975–1998 miejscowość administracyjnie należała do województwa piotrkowskiego.
Miejscowość leży nad rzeką Grabią, ma 565 mieszkańców.
Przez wieś przebiega droga wojewódzka nr 485.

## Historia
Z Drużbic pochodził szlachecki ród Drużbickich h. Nałęcz. Na przełomie XIV i XV w. wieś należała do Stanisława z Drużbic, sprawującego urząd pisarza ziemskiego sieradzkiego. W XVI w. jej właścicielami byli Stanisław i Dorota Drużbiccy. W 1587 wieś stanowiła własność Piotra Drużbickiego, którego żoną została Elżbieta z Boboleckich, wdowa po Stanisławie Kłodzińskim. Z tego też rodu wywodził się urodzony w Drużbicach słynny jezuita i asceta, Kasper Drużbicki. 
W XVIII w. miejscowość należała do Trzebickich. Zofia Trzebicka, bratanica biskupa krakowskiego Andrzeja Trzebickiego, wyszła za mąż za Piotra Kobierzyckiego. Kolejnymi dziedzicami Drużbic byli: ich syn Remigian, wnuk Józef i prawnuk, Jan Kobierzycki, podczaszy sieradzki. Po nim majątek został odziedziczony przez jego syna Adama, szambelana króla Stanisława Augusta Poniatowskiego. 
W XIX w. dobra Drużbice składały się z wsi i folwarku Drużbice, wsi Kobyłki, Kazimierzów, Teofilów i Stoki oraz osady młynarskiej Zalepa. Majątek ten liczył 1343 mórg. W jego skład wchodziła także gorzelnia i młyn wodny. W 1905 roku właścicielem majątku w Drużbicach był Aleksander Stokowski.

## Parafia
Parafia Drużbice istniała już na początku XVI w. W czasach staropolskich należała do dekanatu szadkowskiego i archidiecezji gnieźnieńskiej. Do parafii należały miejscowości: Drużbice, Bukowie (obecnie Górne i Dolne), Chynów, Głupice, Głupiecka Wólka (obecnie Wola Głupicka), Gręboszów, Hucisko, Huta, Kącik, Kobełki Mniejsze (obecnie Kobyłki), Mzurki, Russowy (obecnie Rasy), Wadłów (obecnie Wadlew) i Rzędła (obecnie Żądło) oraz miejscowości już nieistniejące: Bartyzel, Franek, Kargolin. Obecnie parafia św. Rocha w Drużbicach należy do dekanatu dłutowskiego i archidiecezji łódzkiej.
Do XVIII w. w Drużbicach stał kościół drewniany. W drugiej połowie XVIII w. wzniesiono nowy, także z drewna (fundowany przez Jana Kobierzyckiego). W 1900 r. wzniesiono według projektu Kornelego Szrettera murowany kościół św. Rocha, w stylu neogotyckim, istniejący do dzisiaj. Nieopodal kościoła cmentarz, na którym zachowało się kilka starszych nagrobków i kaplica.

## Proboszczowie
- ks. Karol Ochmanowski (1808–1811)
- ks. Józef Karaszkiewicz (1811–1833)[8]
- ks. Teodor Rakowski (1833–1844)
- ks. Michał Szmigielski (1844–1881)
- ks. Michał Ziarniewicz (1881–1901)
- ks. Władysław Ciesielski (1901–1913)[9]
- ks. Franciszek Świetlicki (1913–1923)
- ks. Ignacy Raszka (1924–1938)
- ks. Józef Siutowicz (1938–1941)
- ks. Antoni Łukasik (1945–1959)
- ks. Stanisław Mazur (1959–1967)
- ks. Alfred Mikołajewicz (1967–1969)
- ks. Czesław Janeczek (1969–2009)
- ks. Józef Jeleń (2009–2013)
- ks. Mariusz Wojturski (2013–2015)
- ks. Wojciech Żelewski (2015–2018)
- ks. kan. Paweł Sudowski (2018–)

W czasach staropolskich dwóch plebanów tej parafii pochodziło z rodu Drużbickich.